# Faces (festival)

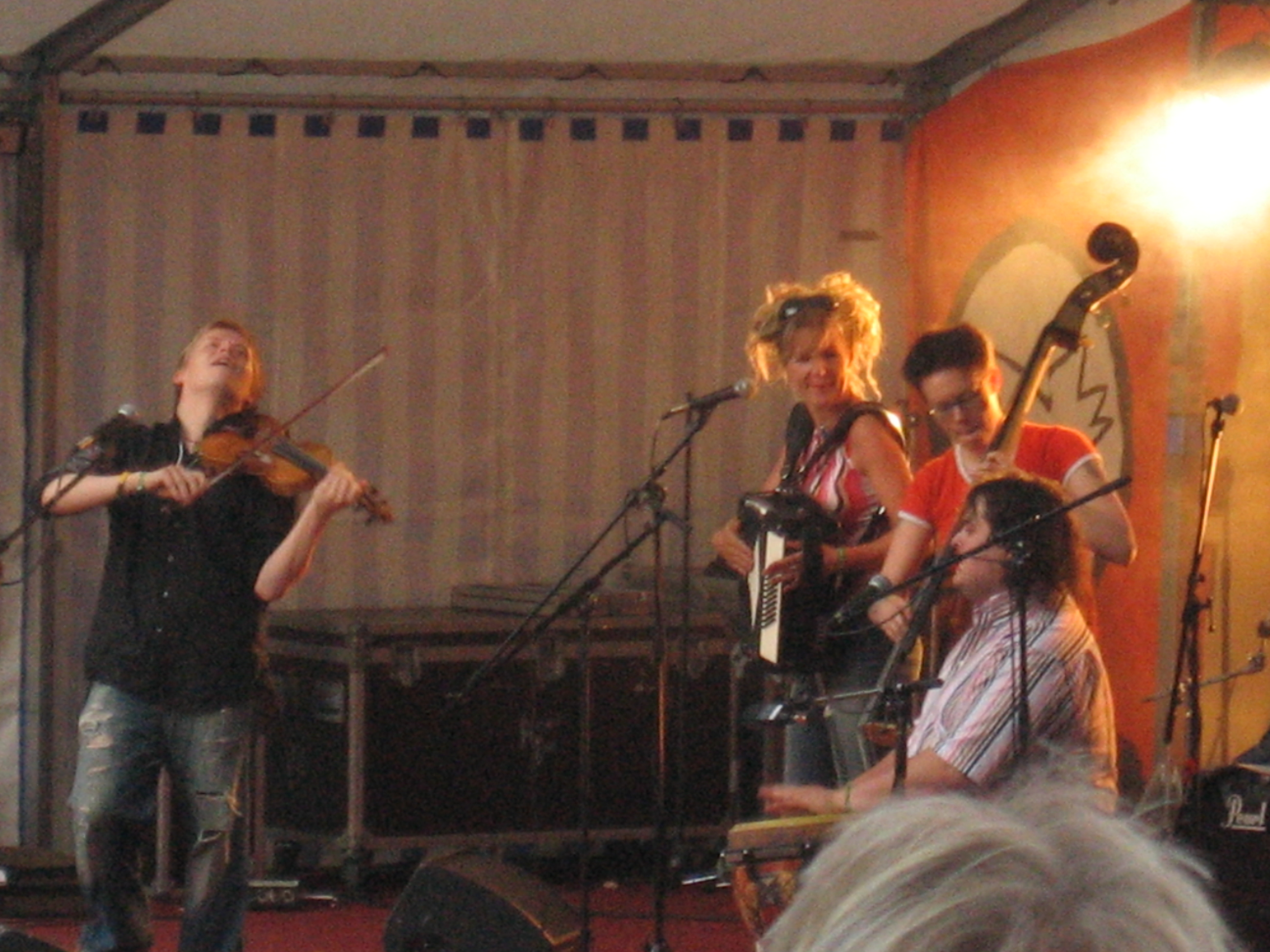
Pekka Kuusisto & the Luomuplayers lors du Faces de 2005.

Faces est un festival de musique à Raseborg, Finlande, organisé annuellement le premier week-end d'août par l'organisme sans but lucratif Etnokult rf depuis 1998.

## Le programme

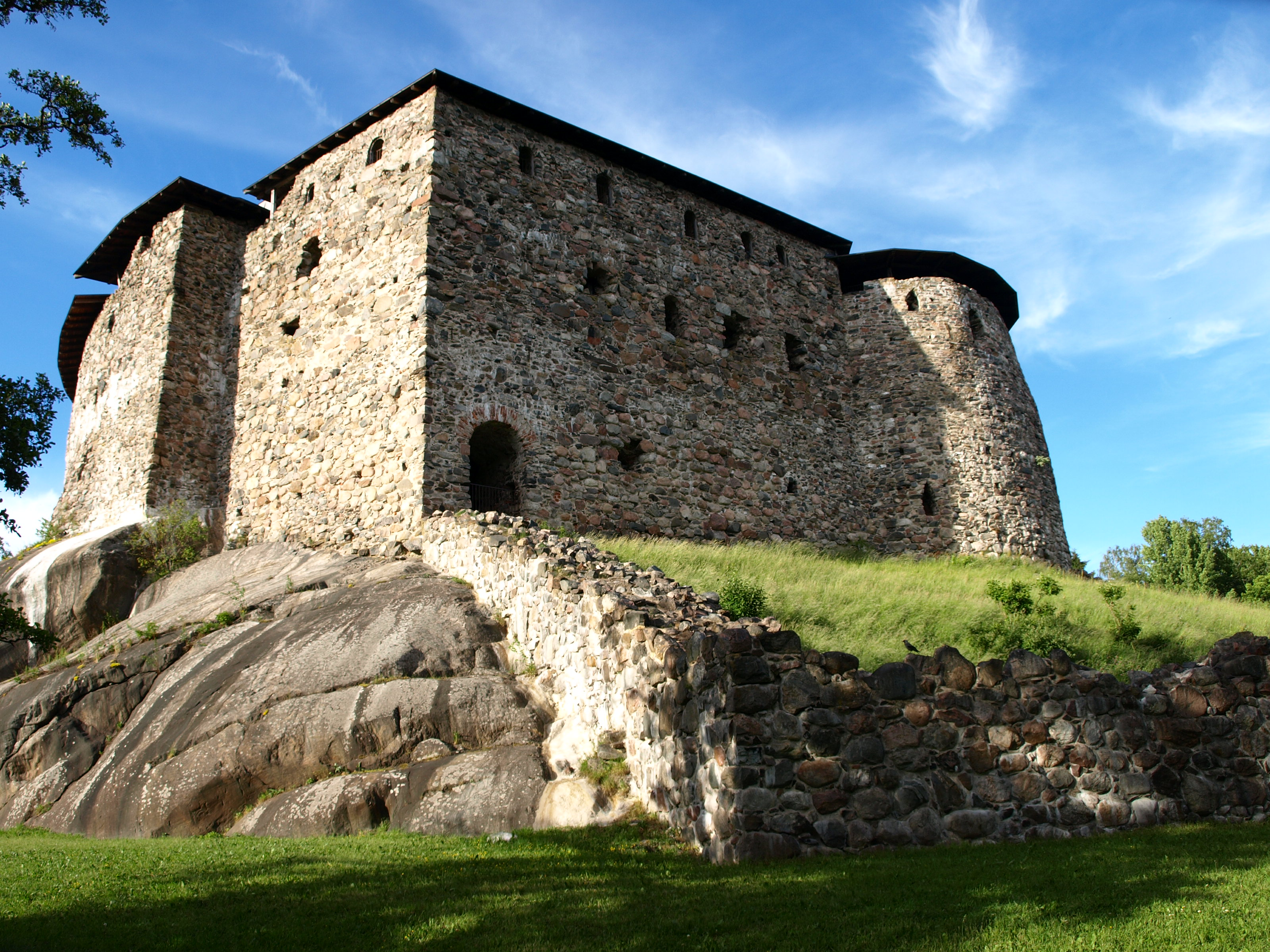
Les ruines du château de Raseborg. Le lieu de festival en 1998 et 2014-2015.

C'est une célébration des musiques du monde et du multiculturalisme. D'autres événements sont le championnat finnois de spectacle de rue, impromptu libre scene "Freedom Stage" et installations de l'art graphique tout au long de l'espace de festival. Pour les enfants il y a l'espace et programme "Small Faces".

## Lieu
- 1998 : ruines du château de Raseborg[1].
- 1999-2009 : les ferronneries de Billnäs, Raseborg.
- 2010-2013 : Gumnäs, Raseborg.
- 2014-2015 : ruines du château de Raseborg.
- 2016-2017 : village de Fiskari, Raseborg [2],[3]

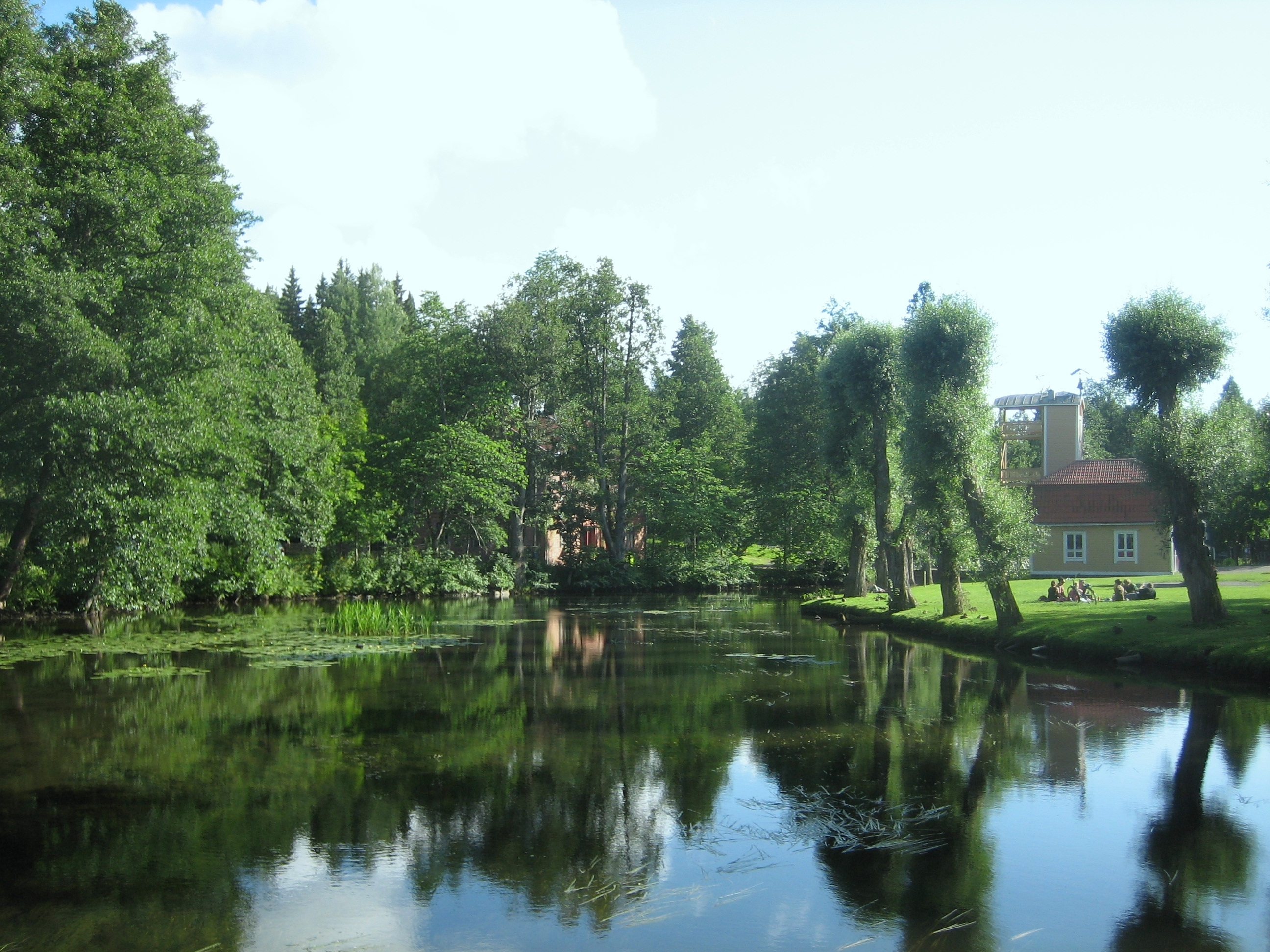
Village de Fiskari est le lieu pour Faces 2016 où le festival se tient le premier week-end d'août.